# タケト
タケト（1976年3月2日 - ）は、日本のお笑いタレント。千葉県千葉市中央区出身。吉本興業所属。

## 略歴
1996年に専修大学北海道短期大学で同級生だったナベ、ハブ（現：歩子）と共にトリオ「Bコース」を結成、ツッコミを担当。当初は札幌吉本に所属していたが、1997年に東京吉本に移籍。
2006年4月に結婚し、娘が1人いる。
2012年にBコース解散後は芸人としての活動以外にも、ベビーサインパパアドバイザーなど育児に関する資格を多数取得し講演を行っている。

## 人物
- ネクタイに妻の名前を刺繍している。
- マッシュルームカットが特徴だったが、2007年7月5日の時点で散髪。
- テンションの上がった中年の女性にキツく当たる性格であることが、先輩芸人の千原ジュニアから語られている[2]。
- Bコースのネタ中にスリッパを持参していた。
- 子育てに関する資格を活かし、東京学芸大学で講義を行っている。
- プロ野球選手の高橋由伸は、中学生時代の同級生。タケトと高橋は、当時同じけん玉クラブに所属する友達同士だった[3]。

## 出演
トリオでの出演歴についてはBコースを参照。
- タイノッチ（TBS）
- お笑い登龍門 ガッハ（フジテレビ）
- 娘DOKYU!（テレビ東京）
- 人志松本の○○な話（フジテレビ）　スピンオフ企画を含めて、不定期に出演。
- クイズ$ミリオネア（フジテレビ）　千原ジュニアのテレフォン係として
- ジャック10（日本テレビ）
- メレンゲの気持ち（日本テレビ）
- にけつッ!!（日本テレビ）
- 私の10のルール（TBSテレビ）
- 答えが無いクイズ 爆笑人生問題（テレビ東京）
- ウェルカムTV（テレビ東京）
- 連続ドラマ小説 木下部長とボク（日本テレビ） - 第6話
- 芸人報道（日本テレビ）
- お笑いエピソードGP THE芸人大図鑑（朝日放送）
- 千原ジュニアのRPM GO!GO! （ニッポン放送　コーナーすべらん大学、週替わり担当）
- 演技者。（フジテレビ）坂上しどろ役
- ありがとッ!(テレビ神奈川) 金曜MC - 2015.10 - 2016.3
- アキヤテクツ〜空き家のHappy活用法〜（2024年2月29日、BSフジ（3月21日（20日深夜）、フジテレビ「Wナイト」））
  - 空き家のススメ!（2024年7月9日、BSフジ）